# Svenssons Pyramideneule
Svenssons Pyramideneule (Amphipyra berbera) ist ein Schmetterling (Nachtfalter) aus der Familie der Eulenfalter (Noctuidae). Der deutsche Name ehrt den schwedischen Lepidopterologen Ingvar Svensson, der Ende der 1960er Jahre die Eigenständigkeit der Art erkannte. Wegen dieser relativ späten Erkenntnis wurde die Art zuweilen auch als „Übersehene Pyramideneule“ bezeichnet.

## Merkmale

### Falter
Die Falter erreichen eine Flügelspannweite von 49 bis 53 Millimetern. Sie haben graubraun gemusterte Vorderflügel, auf denen ein Teil des mittleren Bereichs schwarz gefärbt ist. Dieser ist mit je einer gelbweißen inneren sowie äußeren Querlinie begrenzt. Im Mittelfeld ist eine weiße, schwarz gekernte Ringmakel zu erkennen. Die Hinterflügel sind kupferrot, zum Vorderrand hin heller gefärbt. Es besteht eine große Ähnlichkeit zur Pyramideneule (Amphipyra pyramidea). In der folgenden Tabelle sind wesentliche Unterscheidungsmerkmale aufgelistet: Es sind zwar nicht immer alle aufgeführten Unterscheidungsmerkmale bei allen Exemplaren gleichzeitig vorhanden, jedoch ist für eine sichere Bestimmung meist eine ausreichende Zahl erkennbar.
| pyramidea                                                  | berbera                                                        | pyramideaberbera |  |
| ---------------------------------------------------------- | -------------------------------------------------------------- | ---------------- |  |
| Ringmakel klein, zuweilen fehlend                          | Ringmakel immer groß und sehr deutlich                         | pyramideaberbera |  |
| Gesamtes Mittelfeld verdunkelt                             | Kleiner Teil des Mittelfelds verdunkelt                        | pyramideaberbera |  |
| Feld zwischen Ringmakel und innerer Querlinie rautenförmig | Feld zwischen Ringmakel und innerer Querlinie rechteckig       | pyramideaberbera |  |
| Innere Querlinie meist undeutlich, äußere Querlinie heller | Innere Querlinie deutlich und farbgleich mit äußerer Querlinie | pyramideaberbera |  |
| Äußere Querlinie relativ gerade                            | Äußere Querlinie läuft schräg auf den Hinterrand zu            | pyramideaberbera |  |
| Hinterflügel kräftig kupferrot                             | Hinterflügel heller kupferrot                                  | pyramideaberbera |  |
| Hinterflügelunterseite kontrastreich                       | Hinterflügelunterseite verwaschen und kontrastarm              | pyramideaberbera |  |

### Raupe
Die Raupen haben eine grüne Färbung und viele weiße Punkte und Striche über den Körper verteilt. Auf Höhe der Stigmen verläuft eine durchgehende weißliche Seitenlinie, die nach oben dunkel begrenzt ist. Am Hinterleibsende befindet sich ein deutlicher pyramidenförmiger Höcker, auf dem eine weiße Linie zur meist roten Spitze zuläuft. In der folgenden Tabelle sind wesentliche Unterscheidungsmerkmale zur ähnlichen Pyramideneule aufgelistet: Es sind zwar nicht immer alle aufgeführten Unterscheidungsmerkmale bei allen Exemplaren gleichzeitig vorhanden, jedoch ist für eine sichere Bestimmung meist eine ausreichende Zahl erkennbar.
| pyramidea                                             | berbera                                                 |  |
| ----------------------------------------------------- | ------------------------------------------------------- |  |
| Grundfarbe blaugrün                                   | Grundfarbe gelbgrün                                     |  |
| Seitenstreifen auf Segment 4 und 5 unterbrochen       | Seitenstreifen durchgehend                              |  |
| Seitenstreifen nach oben schwach schwärzlich begrenzt | Seitenstreifen nach oben kräftig schwärzlich begrenzt   |  |
| Körper mit kleinen weißen Punkten überzogen           | Körper mit vielen weißen Punkten und Strichen überzogen |  |
| Brustbeine grün                                       | Brustbeine meist schwarz                                |  |
| Höckerspitze grün oder schwach rötlich                | Höckerspitze rot                                        |  |

## Geographische Verbreitung und Vorkommen
Die Art kommt von Nordwestafrika über ganz Europa bis nach Kleinasien und das Kaukasusgebiet vor. Da die Abtrennung von Amphipyra pyramidea erst spät erfolgte, sind zur Vervollständigung des gesamten Verbreitungsgebiets noch weiterer Untersuchungen notwendig. In den Alpen ist sie noch oberhalb der Waldgrenze anzutreffen. Sie lebt überwiegend in Misch- und Laubwäldern sowie in Parklandschaften.

## Lebensweise
Svenssons Pyramideneule bildet eine Generation im Jahr, die von Anfang Juli bis Anfang Oktober fliegt. Sie erscheint zwei Wochen früher als die Pyramideneule. Die nachtaktiven Falter besuchen gerne und in großer Anzahl künstlich angelegte Köder. Die Raupen sind von Mai bis Anfang Juli anzutreffen. Sie ernähren sich von den Blättern von Laubbäumen. Nachgewiesen wurden bisher Weißdorn- (Crataegus) und Lindenarten (Tilia). Bei der Zucht nehmen sie auch Fliederblätter (Syringa) als Nahrung an.  Die Art überwintert als Ei.

## Gefährdung
Svenssons Pyramideneule kommt in allen deutschen Bundesländern vor und wird auf der Roten Liste gefährdeter Arten als nicht gefährdet eingestuft.

## Taxonomie
Die Art wurde zunächst als nordafrikanische Unterart von Amphipyra pyramidea, d. h. als ssp. berbera angesehen. Durch habituelle und genitalmorphologische Unterschiede wurde sie jedoch als eigenständige Art erkannt.